# 腓特烈十世
腓特烈十世（丹麥語：Frederik X，1968年5月26日—），本名費德歷·安德烈·亨里克·克里斯蒂安（Frederik André Henrik Christian），為前任丹麥女王瑪嘉烈二世與亨里克亲王长子，現任丹麦國王並兼任丹麦国教会最高领袖。

## 生平
佛瑞德里克王子生於1968年5月26日晚上11時50分，其母親瑪格麗特二世是透過緊急剖腹分娩方式於哥本哈根的國家醫院誕下他，他也有一名弟弟約阿基姆王子也同樣都在國家醫院出生。
佛瑞德里克於1968年6月於哥本哈根的小島教堂接受洗禮。
2004年5月14日，與蘇格蘭裔澳大利亚籍女友瑪麗·唐納森於哥本哈根聖母堂結婚。
2023年12月31日，他的母親、丹麥女王瑪嘉烈二世在全國直播的除夕致辭中宣布在2024年1月14日退位，並由佛瑞德里克王儲繼位。隨即丹麥政府也發出聲明，佛瑞德里克王儲登基後的王號為「佛瑞德里克十世」。
2024年1月14日，佛瑞德里克十世登基。

## 王室成員
- 妻
  - 丹麥的瑪麗王后
- 子女
  - 克里斯蒂安王子
  - 伊莎貝拉公主
  - 文森特王子
  - 约瑟芬公主

## 荣誉

### 丹麦
- 大象勳章騎士 (Knight of the Order of the Elephant)
- 丹麦国旗勋章大司令級 (Grand Commander of the Order of the Dannebrog)
- 金质格陵兰贡献奖章（丹麥語：Nersornaat）（丹麦属格陵兰，2004年2月23日[8]）

### 外国
- 一等圣母玛利亚之地十字勋章（英语：Order of the Cross of Terra Mariana）（爱沙尼亚，1995年11月20日批准，1995年11月28日颁发[9]）

## 外部連結
维基共享资源上的相關多媒體資源：腓特烈十世